# Тарасова Тетяна Анатоліївна
Тетя́на Анато́ліївна Тара́сова (нар. 13 лютого 1947) — радянська та російська тренер з фігурного катання.

## Біографія
Тетяна Тарасова є дочкою Анатолія Тарасова — відомого радянського хокеїста і тренера. Коли їй було п'ять років, він навчив її кататися на ковзанах.
У парі з Георгієм Проскуріним Тетяна Тарасова перемогла на всесвітній Універсіаді. Однак, незабаром була змушена завершити кар'єру фігуристки через травму.
У 1964 у вона поступила до Державного центрального ордена Леніна інститут фізичної культури, який закінчила у 1969 році.
У 1967 Тарасова почала займатися тренерською роботою і постановкою програм. Серед її учнів були Ірина Родніна, Олексій Ягудін, Ілля Кулик, Наталія Бестем'янова, Марина Клімова, Саша Коен, Аліса Дрей, Джонні Вейр, Сідзука Аракава, Оксана Грищук, Барбара Фузаріїв-Полі і інші.
У середині 1990-х вона організувала вельми успішне шоу — льодовий театр «Усі зірки», в трупу якого увійшли багато знаменитих фігуристів. Театр проіснував 14 років. Тарасова виступала в ньому відразу в декількох якостях: була і тренером, і балетмейстером, і режисером. У театрі створювалися справжні класичні балетні вистави: «Ніч на Лисій горі», «Спляча красуня», «Попелюшка», «Червона квіточка». У репертуарі були також поставлені Тарасової серія «Росіяни на Бродвеї», знамениті бродвейські спектаклі «Вестсайдська історія», «Фантом у опері», «Кабаре», «Кордебалет», «Кішки» та ін
Вона підготувала більше майбутніх чемпіонів світу та Олімпійських ігор, ніж будь-який інший тренер в історії. До 2004 року її учні виграли, в загальній складності, 41 золоту медаль на чемпіонатах світу та Європи, а також 8 золотих Олімпійських медалей у трьох дисциплінах з чотирьох можливих:
- Ірина Родніна і Олександр Зайцев (пари — 1976 і 1980 роки)
- Наталія Бестем'янова і Андрій Букін (танці — 1988 рік)
- Марина Клімова і Сергій Пономаренко (танці — 1992 рік)
- Катерина Гордєєва і Сергій Гриньків (пари — 1994 рік)
- Ілля Кулик (чоловіки — 1998 рік)
- Оксана Грищук і Євген Платов (танці — 1998 рік)
- Олексій Ягудін (чоловіки — 2002 рік).

У 2005 Тетяна Тарасова була призначена тренером-консультантом Федерації фігурного катання Росії.
Була головою журі ряду льодових шоу Першого каналу («Зірки на льоду» — 2006, «Льодовиковий період» — 2007, «Льодовиковий період-2» — 2008).
Автор книги «Красуня і чудовисько».
21 березня 2008, в дні проведення чемпіонату світу в Гетеборзі, Т. А. Тарасова була введена в Зал Слави світового фігурного катання.
Влітку того ж року під керівництвом Тарасової почала тренуватися чемпіонка світу 2008 року японка Мао Асада. При цьому Асада продовжувала тренуватися на базі університету в Нагої і лише періодично приїжджала до Тетяни Анатоліївни до Москви. У свою чергу, Тарасова також іноді відвідувала спортсменку в Японії і супроводжувала її на найважливіші старти. Після Олімпійських ігор 2010 року, де Мао завоювала срібну медаль, і чемпіонату світу, який вона виграла, це співробітництво було припинено.

## Ура-патріотизм
- Після рішення Міжнародного Олімпійського Комітету про заборони використання російської національної символіки у Зимовій Олімпіаді 2018 за систематичне зловживання допінгом на державному рівні, Тетяна Тарасова заявила:|  | Хочеться не плакати, а вити. |

Заявляє, що росіяни ніколи не зрадять свою батьківщину.

## Приватне життя
З 1978 року Тетяна Тарасова була одружена з народним артистом СРСР, піаністом Володимиром Крайнєвим (1944—2011), який у 1994 році емігрував у Німеччину, Ганновер, де отримав посаду професора консерваторії. Дітей у подружжя не було.

## Нагороди та звання
- Орден «За заслуги перед Вітчизною» III ступеня (27 лютого 1998) -за високі спортивні досягнення на XVIII зимових Олімпійських іграх 1998 року[8]
- Орден Пошани (13 лютого 2007) -за великий внесок у розвиток фізичної культури і спорту та багаторічну плідну діяльність[9]
- Два ордена Трудового Червоного Прапора
- Орден «Знак Пошани» (1976)
- Орден Дружби народів (1984)
- Заслужений тренер СРСР (1975)
- Заслужений тренер РРФСР (1972)
- Заслужений діяч мистецтв Російської Федерації
- Майстер спорту СРСР міжнародного класу